# Johann Bere (Politiker, † 1508)

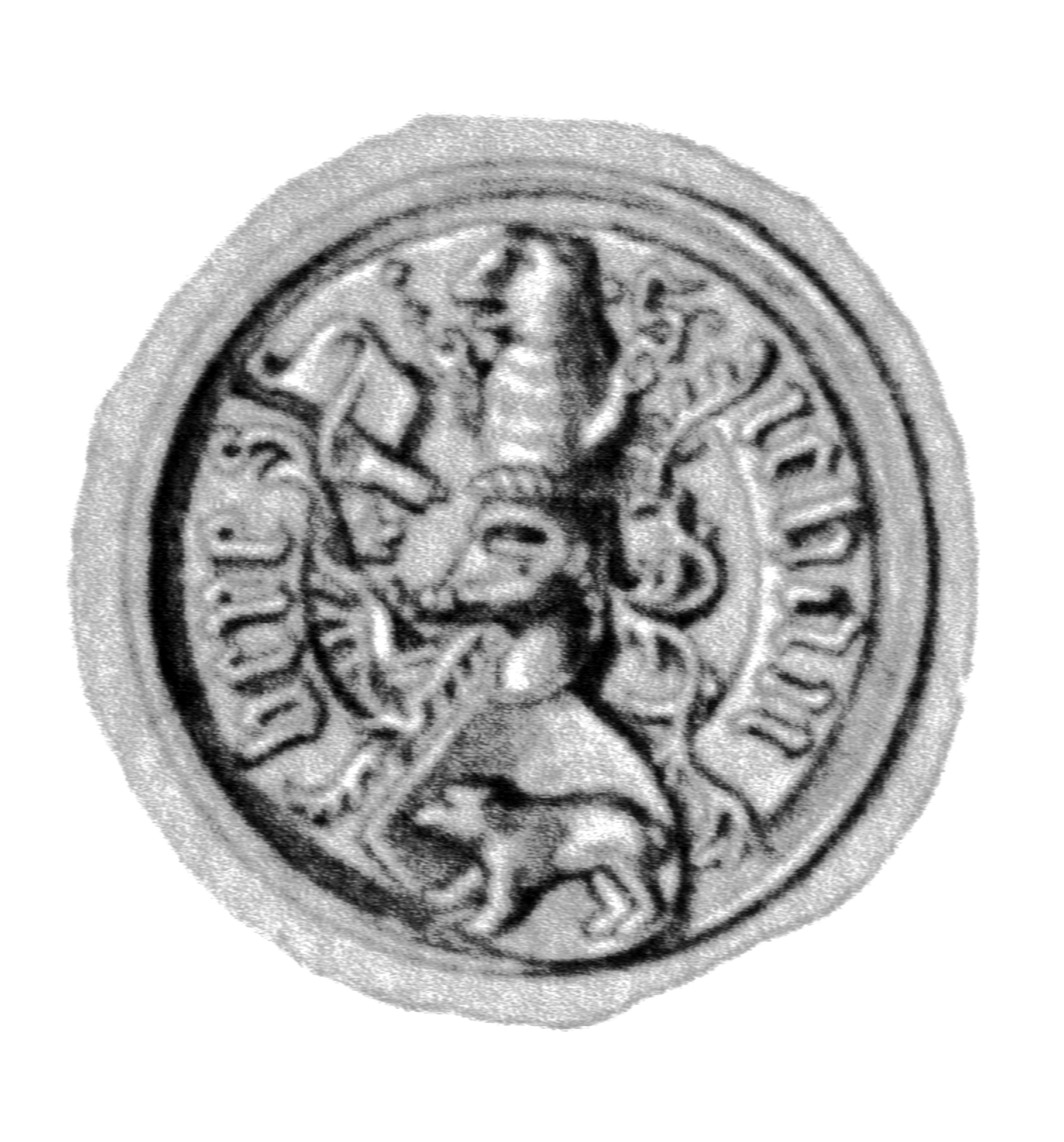
Siegel des Ratsherrn Johann Bere (um 1498)

Johann Bere (* vor 1460 in Lübeck; † 1508 ebenda) war ein deutscher Ratsherr der Hansestadt Lübeck.

## Leben
Johann Bere war Sohn des Lübecker Ratsherrn Ludeke Bere und Enkel des Lübecker Bürgermeisters Johann Bere.
Er wurde 1470 Mitglied der patrizischen Zirkelgesellschaft in Lübeck und 1489 in den Lübecker Rat erwählt. Im Rat versah er von 1502 bis 1504 das Amt des Kämmereiherren. 
Bere war mit Gertrud, einer Tochter des Lübecker Bürgermeisters Hinrich Castorp, verheiratet. Ihm gehörten die Lübschen Güter Eckhorst und Klein Steinrade. Er bewohnte das Hausgrundstück Breite Straße 31.
Seine Tochter Margarethe heiratete in erster Ehe den Ratsherrn Dietrich Broemse, in zweiter Ehe den Ratsherrn Lambert Wickinghof.